# Митинецька сільська рада
Митине́цька сільська́ ра́да — адміністративно-територіальна одиниця та орган місцевого самоврядування у Красилівському районі Хмельницької області. Адміністративний центр — село Митинці.

## Загальні відомості
- Населення ради: 1 446 осіб (станом на 2001 рік)

## Населені пункти
Сільській раді підпорядковані населені пункти:
- с. Митинці
- с. Вереміївка
- с. Заруддя
- с. Хотьківці

## Склад ради
Рада складається з 16 депутатів та голови.
- Голова ради: Шульга Марія Іванівна
- Секретар ради: Козак Ірина Іванівна

### Керівний склад попередніх скликань
| Прізвище, ім'я, по батькові | Основні відомості                                                                                                | Дата обрання | Дата звільнення |
| --------------------------- | --- | ------------ | --------------- |
| Шульга Марія Іванівна       | Сільський голова, 1959 року народження, освіта середня спеціальна, член Всеукраїнського об'єднання «Батьківщина» | 26.03.2006   | 31.10.2010      |
| Шульга Марія Іванівна       | Сільський голова, 1959 року народження, освіта середня спеціальна, позапартійна                                  | 31.10.2010   |                 |

Примітка: таблиця складена за даними сайту Верховної Ради України

### Депутати
За результатами місцевих виборів 2010 року депутатами ради стали:

#### За суб'єктами висування
| Суб'єкт висування | Кількість обраних депутатів | %    |
| ----------------- | --------------------------- | ---- |
| Самовисування     | 9                           | 56,3 |
| Партія регіонів   | 4                           | 25   |
| Народна партія    | 3                           | 18,8 |

#### За округами
| № округу        | Прізвище, ім'я, по батькові      | Дата визнання обраним | Освіта             | Партійна приналежність | Відомості про обраного депутата              |
| --------------- | -------------------------------- | --------------------- | ------------------ | ---------------------- | -------------------------------------------- |
| Народна Партія  |                                  |                       |                    |                        |                                              |
| 1               | Мазур Анатолій Федорович         | 04.11.2010            | середня            | позапартійний          | тимчасово не працює                          |
| 4               | Баклашова Наталія Ігорівна       | 04.11.2010            | середня            | позапартійна           | Дитсадок, пом.вихователя                     |
| 6               | Висоцький Володимир Анатолійович | 04.11.2010            | вища               | позапартійний          | Митинецька загальноосвітня школа, вчитель    |
| Партія регіонів |                                  |                       |                    |                        |                                              |
| 2               | Коржіньовський Микола Васильович | 04.11.2010            | вища               | позапартійний          | СК Бужок с. Митинці, головний агроном        |
| 7               | Козак Ірина Іванівна             | 04.11.2010            | середня            | позапартійна           | Митинецька сільська рада, секретар           |
| 12              | Левій Ольга Іванівна             | 04.11.2010            | вища               | позапартійна           | Територіальний центр, соц працівник          |
| 14              | Рублюк Наталія Іванівна          | 04.11.2010            | середня спеціальна | позапартійна           | ФП, фельдшер                                 |
| Самовисування   |                                  |                       |                    |                        |                                              |
| 3               | Коржіньовський Василь Васильович | 04.11.2010            | вища               | позапартійний          | СК Бужок с. Митинці, зоотехнік               |
| 5               | Панчук Василь Гнатович           | 04.11.2010            | вища               | позапартійний          | тимчасово не працює                          |
| 8               | Фандуль Галина Федорівна         | 04.11.2010            | середня            | позапартійна           | Митинецьке відділення зв'язку, листоноша     |
| 9               | Єфімчук Віталій Петрович         | 04.11.2010            | середня спеціальна | позапартійний          | СК Бужок с. Митинці, бригадир                |
| 10              | Яремчик Василь Семенович         | 04.11.2010            | середня спеціальна | позапартійний          | пенсіонер                                    |
| 11              | Давидчук Віра Василівна          | 04.11.2010            | середня спеціальна | позапартійна           | Митинецька сільська рада, головний бухгалтер |
| 13              | Барабаш Олександр Іванович       | 04.11.2010            | середня спеціальна | позапартійний          | СК Бужок с. Митинці, тракторист              |
| 15              | Когут Віктор Леонідович          | 04.11.2010            | середня            | позапартійний          | СК Бужок с. Митинці, водій                   |
| 16              | Ковель Анатолій Миколайович      | 04.11.2010            | середня спеціальна | позапартійний          | Хмельницький пивзавод, механізатор           |